# Gran Premio di superbike di Assen 2000
Il Gran Premio di superbike di Assen 2000 è stato l'undicesima prova su tredici del campionato mondiale Superbike 2000, disputato il 3 settembre sul TT Circuit Assen, ha visto la vittoria di Colin Edwards in gara 1, mentre la gara 2 è stata vinta da Noriyuki Haga.
La vittoria nella gara valevole per il campionato mondiale Supersport è stata invece ottenuta da Rubén Xaus. La gara del campionato Europeo della classe Superstock viene vinta da James Ellison.

## Risultati

### Gara 1

#### Arrivati al traguardo[5]
| Pos. | Nº  | Pilota               | Squadra              | Motocicletta      | Giri | Tempo     | Griglia | Punti |
| ---- | --- | -------------------- | -------------------- | ----------------- | ---- | --------- | ------- | ----- |
| 1º   | 2   | Colin Edwards        | Castrol Honda        | Honda VTR1000     | 16   | 37:19.466 | 1º      | 25    |
| 2º   | 19  | Juan Borja           | Ducati Infostrada    | Ducati 996        | 16   | +0:09.890 | 6º      | 20    |
| 3º   | 41  | Noriyuki Haga        | Yamaha WSBK          | Yamaha YZF R7     | 16   | +0:19.715 | 4º      | 16    |
| 4º   | 3   | Troy Corser          | Aprilia Axo          | Aprilia RSV 1000  | 16   | +0:22.276 | 9º      | 13    |
| 5º   | 111 | Aaron Slight         | Castrol Honda        | Honda VTR1000     | 16   | +0:27.906 | 5º      | 11    |
| 6º   | 4   | Akira Yanagawa       | Kawasaki Racing      | Kawasaki ZX 7RR   | 16   | +0:32.063 | 7º      | 10    |
| 7º   | 82  | Doriano Romboni      | R & D Bieffe         | Ducati RS 996     | 16   | +1:27.209 | 18º     | 9     |
| 8º   | 35  | Giovanni Bussei      | Kawasaki Bertocchi   | Kawasaki ZX 7RR   | 16   | +1:30.502 | 13º     | 8     |
| 9º   | 28  | Jürgen Oelschläger   | Alpha Technik Yamaha | Yamaha R7         | 16   | +1:36.292 | 20º     | 7     |
| 10º  | 9   | Katsuaki Fujiwara    | Suzuki Alstare       | Suzuki GSX R750   | 16   | +1:42.566 | 10º     | 6     |
| 11º  | 11  | Lucio Pedercini      | Pedercini            | Ducati RS 996     | 16   | +1:59.173 | 21º     | 5     |
| 12º  | 33  | Robert Ulm           | Gerin WSBK           | Ducati 996 RS2000 | 16   | +1:59.956 | 11º     | 4     |
| 13º  | 76  | Igor Jerman          | Kawasaki Bertocchi   | Kawasaki ZX 7RR   | 16   | +2:15.119 | 16º     | 3     |
| 14º  | 39  | Alessandro Gramigni  | Valli Racing 391     | Yamaha R7         | 16   | +2:19.520 | 15º     | 2     |
| 15º  | 10  | Vittoriano Guareschi | Yamaha WSBK          | Yamaha YZF R7     | 16   | +2:21.122 | 12º     | 1     |
| 16º  | 155 | Ben Bostrom          | Ducati NCR           | Ducati RS 996     | 16   | +2:23.766 | 14º     |       |
| 17º  | 70  | Javier Rodríguez     | Ghelfi Art Racing    | Honda VTR1000     | 15   | +1 giro   | 30º     |       |
| 18º  | 83  | Gérald Muteau        | Philippe Coulon      | Honda VTR1000     | 15   | +1 giro   | 28º     |       |
| 19º  | 78  | Bertrand Stey        | White Endurance      | Honda VTR1000     | 15   | +1 giro   | 27º     |       |
| 20º  | 77  | Maarten Duyzers      | Duyzers              | Suzuki            | 15   | +1 giro   | 32º     |       |
| 21º  | 38  | Lance Isaacs         | Ducati NCR           | Ducati RS 996     | 15   | +1 giro   | 25º     |       |
| 22º  | 81  | André Coers          | Hans v Wijk Motoren  | Suzuki            | 15   | +1 giro   | 33º     |       |

#### Ritirati
| Nº | Pilota               | Squadra            | Motocicletta      | Giri | Griglia |
| -- | -------------------- | ------------------ | ----------------- | ---- | ------- |
| 46 | Mauro Sanchini       | Pedercini          | Ducati RS 996     | 11   | 24º     |
| 79 | Robert Van Der Molen | Image Trading S100 | Suzuki            | 10   | 31º     |
| 30 | Alessandro Antonello | Aprilia Axo        | Aprilia RSV 1000  | 9    | 19º     |
| 23 | Jiří Mrkývka         | JM SBK             | Ducati 996 R      | 9    | 29º     |
| 20 | Marco Borciani       | Pedercini          | Ducati RS 996     | 8    | 22º     |
| 13 | Andreas Meklau       | Gerin WSBK         | Ducati 996 RS2000 | 6    | 17º     |
| 7  | Pierfrancesco Chili  | Suzuki Alstare     | Suzuki GSX R750   | 4    | 3º      |
| 21 | Troy Bayliss         | Ducati Infostrada  | Ducati 996        | 1    | 2º      |
| 6  | Gregorio Lavilla     | Kawasaki Racing    | Kawasaki ZX 7RR   | 1    | 8º      |
| 91 | Daniele Morigi       | Pacific            | Ducati 996 RS2000 | 0    | 26º     |

### Gara 2

#### Arrivati al traguardo[6]
| Pos. | Nº  | Pilota              | Squadra              | Motocicletta      | Giri | Tempo     | Griglia | Punti |
| ---- | --- | ------------------- | -------------------- | ----------------- | ---- | --------- | ------- | ----- |
| 1º   | 41  | Noriyuki Haga       | Yamaha WSBK          | Yamaha YZF R7     | 16   | 33:44.824 | 4º      | 25    |
| 2º   | 4   | Akira Yanagawa      | Kawasaki Racing      | Kawasaki ZX 7RR   | 16   | +0:05.884 | 7º      | 20    |
| 3º   | 19  | Juan Borja          | Ducati Infostrada    | Ducati 996        | 16   | +0:08.606 | 6º      | 16    |
| 4º   | 111 | Aaron Slight        | Castrol Honda        | Honda VTR1000     | 16   | +0:12.964 | 5º      | 13    |
| 5º   | 2   | Colin Edwards       | Castrol Honda        | Honda VTR1000     | 16   | +0:14.740 | 1º      | 11    |
| 6º   | 39  | Alessandro Gramigni | Valli Racing 391     | Yamaha R7         | 16   | +0:22.807 | 15º     | 10    |
| 7º   | 3   | Troy Corser         | Aprilia Axo          | Aprilia RSV 1000  | 16   | +0:26.457 | 9º      | 9     |
| 8º   | 9   | Katsuaki Fujiwara   | Suzuki Alstare       | Suzuki GSX R750   | 16   | +0:26.492 | 10º     | 8     |
| 9º   | 13  | Andreas Meklau      | Gerin WSBK           | Ducati 996 RS2000 | 16   | +0:33.630 | 17º     | 7     |
| 10º  | 33  | Robert Ulm          | Gerin WSBK           | Ducati 996 RS2000 | 16   | +0:34.187 | 11º     | 6     |
| 11º  | 82  | Doriano Romboni     | R & D Bieffe         | Ducati RS 996     | 16   | +1:00.805 | 18º     | 5     |
| 12º  | 28  | Jürgen Oelschläger  | Alpha Technik Yamaha | Yamaha R7         | 16   | +1:05.167 | 20º     | 4     |
| 13º  | 11  | Lucio Pedercini     | Pedercini            | Ducati RS 996     | 16   | +1:06.785 | 21º     | 3     |
| 14º  | 38  | Lance Isaacs        | Ducati NCR           | Ducati RS 996     | 16   | +2:16.492 | 25º     | 2     |
| 15º  | 83  | Gérald Muteau       | Philippe Coulon      | Honda VTR1000     | 15   | +1 giro   | 28º     | 1     |
| 16º  | 77  | Maarten Duyzers     | Duyzers              | Suzuki            | 15   | +1 giro   | 32º     |       |
| 17º  | 81  | André Coers         | Hans v Wijk Motoren  | Suzuki            | 15   | +1 giro   | 33º     |       |

#### Ritirati
| Nº  | Pilota               | Squadra            | Motocicletta      | Giri | Griglia |
| --- | -------------------- | ------------------ | ----------------- | ---- | ------- |
| 21  | Troy Bayliss         | Ducati Infostrada  | Ducati 996        | 12   | 2º      |
| 10  | Vittoriano Guareschi | Yamaha WSBK        | Yamaha YZF R7     | 12   | 12º     |
| 35  | Giovanni Bussei      | Kawasaki Bertocchi | Kawasaki ZX 7RR   | 11   | 13º     |
| 76  | Igor Jerman          | Kawasaki Bertocchi | Kawasaki ZX 7RR   | 9    | 16º     |
| 6   | Gregorio Lavilla     | Kawasaki Racing    | Kawasaki ZX 7RR   | 9    | 8º      |
| 7   | Pierfrancesco Chili  | Suzuki Alstare     | Suzuki GSX R750   | 8    | 3º      |
| 78  | Bertrand Stey        | White Endurance    | Honda VTR1000     | 7    | 27º     |
| 20  | Marco Borciani       | Pedercini          | Ducati RS 996     | 7    | 22º     |
| 91  | Daniele Morigi       | Pacific            | Ducati 996 RS2000 | 7    | 26º     |
| 155 | Ben Bostrom          | Ducati NCR         | Ducati RS 996     | 2    | 14º     |
| 30  | Alessandro Antonello | Aprilia Axo        | Aprilia RSV 1000  | 1    | 19º     |
| 70  | Javier Rodríguez     | Ghelfi Art Racing  | Honda VTR1000     | 0    | 30º     |
| 46  | Mauro Sanchini       | Pedercini          | Ducati RS 996     | 0    | 24º     |

### Supersport

#### Arrivati al traguardo
| Pos. | Nº | Pilota                | Squadra              | Motocicletta     | Giri | Tempo     | Punti |
| ---- | -- | --------------------- | -------------------- | ---------------- | ---- | --------- | ----- |
| 1º   | 5  | Rubén Xaus            | Ducati Infostrada    | Ducati 748 RS    | 16   | 37'18.785 | 25    |
| 2º   | 1  | Stéphane Chambon      | Suzuki Alstare       | Suzuki GSX R 600 | 16   | +7.041    | 20    |
| 3º   | 29 | Christer Lindholm     | Dee Cee Jeans Racing | Yamaha R6        | 16   | +22.642   | 16    |
| 4º   | 15 | Paolo Casoli          | Ducati Infostrada    | Ducati 748 RS    | 16   | +23.338   | 13    |
| 5º   | 3  | Piergiorgio Bontempi  | D.C.R. Pirelli       | Ducati 748 R     | 16   | +34.911   | 11    |
| 6º   | 27 | Chris Vermeulen       | Castrol Honda        | Honda CBR 600 F  | 16   | +35.823   | 10    |
| 7º   | 67 | Franco Brugnara       | GiMotorsport         | Yamaha R6        | 16   | +1'15.243 | 9     |
| 8º   | 63 | Harry Van Beek        | Yamaha Motors Ned.   | Yamaha R6        | 16   | +1'15.913 | 8     |
| 9º   | 9  | Wilco Zeelenberg      | Dee Cee Jeans Racing | Yamaha R6        | 16   | +1'17.578 | 7     |
| 10º  | 12 | Andrew Pitt           | Kawasaki Racing      | Kawasaki ZX 6R   | 16   | +1'17.783 | 6     |
| 11º  | 34 | Yves Briguet          | D.F.X. Racing        | Ducati 748       | 16   | +1'17.927 | 5     |
| 12º  | 10 | William Costes        | Honda France Elf     | Honda CBR 600    | 16   | +1'50.530 | 4     |
| 13º  | 31 | Karl Muggeridge       | Ten Kate Honda       | Honda CBR 600    | 16   | +1'54.658 | 3     |
| 14º  | 61 | Fabio Capriotti       | Lorenzini-T.Italia   | Yamaha R6        | 16   | +2'14.704 | 2     |
| 15º  | 83 | James Ellison         | Ten Kate Honda       | Honda CBR 600    | 16   | +2'24.226 | 1     |
| 16º  | 16 | Sébastien Charpentier | Honda France Elf     | Honda CBR 600    | 15   | +1 giro   |       |
| 17º  | 8  | Cristiano Migliorati  | Metalsistem Endoug   | Suzuki GSX 600   | 15   | +1 giro   |       |
| 18º  | 82 | Gareth Kenward        | TDC Desenzano Corse  | Suzuki GSX 600   | 15   | +1 giro   |       |

#### Ritirati
| Nº | Pilota             | Squadra              | Motocicletta     | Giri |
| -- | ------------------ | -------------------- | ---------------- | ---- |
| 69 | James Whitham      | Yamaha Belgarda      | Yamaha YZF R6    | 11   |
| 18 | Vittorio Iannuzzo  | Lorenzini-T.Italia   | Yamaha R6        | 10   |
| 37 | Paul Young         | BKM Racing           | Yamaha R6        | 9    |
| 62 | Rudi Markink       | Deroue Pevanha Pol H | Yamaha R6        | 9    |
| 19 | Walter Tortoroglio | D.F.X. Racing        | Ducati 748       | 8    |
| 26 | Kyro Verstraeten   | Yamaha Belgium       | Yamaha R6        | 6    |
| 14 | Christophe Cogan   | BKM Racing           | Yamaha R6        | 4    |
| 22 | Werner Daemen      | Yamaha Belgium       | Yamaha R6        | 4    |
| 44 | Antonio Carlacci   | GiMotorsport         | Yamaha R6        | 3    |
| 99 | Fabien Foret       | D.C.R. Pirelli       | Ducati 748 R     | 2    |
| 17 | Pere Riba          | Castrol Honda        | Honda CBR 600 F  | 2    |
| 2  | Iain MacPherson    | Kawasaki Racing      | Kawasaki ZX 6R   | 1    |
| 28 | Michele Malatesta  | Monza Corse          | Suzuki GSX 600   | 0    |
| 7  | Fabrizio Pirovano  | Suzuki Alstare       | Suzuki GSX R 600 | 0    |
| 6  | Christian Kellner  | Alpha Technik Yamaha | Yamaha YZF R6    | 0    |

### Superstock

#### Arrivati al traguardo
| Pos. | Nº | Pilota              | Squadra              | Motocicletta     | Giri | Tempo     | Punti |
| ---- | -- | ------------------- | -------------------- | ---------------- | ---- | --------- | ----- |
| 1º   | 8  | James Ellison       | Ten Kate Young Guns  | Honda 900 CBR    | 12   | 30'01.269 | 25    |
| 2º   | 22 | Steve Brogan        | Rumi                 | Honda 900 CBR    | 12   | +9.533    | 20    |
| 3º   | 54 | Markus Wegscheider  | Suzuki S. Schmidt    | Suzuki GSX R 750 | 12   | +9.687    | 16    |
| 4º   | 11 | Katja Poensgen      | Suzuki Alstare       | Suzuki GSX R 750 | 12   | +14.270   | 13    |
| 5º   | 77 | Olivier Four        | Star Moto            | Suzuki GSX R 750 | 12   | +15.819   | 11    |
| 6º   | 17 | Frederic Jond       | Fratelli Team        | Honda 900 CBR    | 12   | +36.215   | 10    |
| 7º   | 41 | Andi Notman         | Right Track Tech2000 | Yamaha R1        | 12   | +42.242   | 9     |
| 8º   | 21 | Koen Vleugels       | KS Racing            | Yamaha R1        | 12   | +46.721   | 8     |
| 9º   | 28 | Giacomo Romanelli   | TDC Desenzano Corse  | Suzuki GSX R 750 | 12   | +47.267   | 7     |
| 10º  | 72 | Steven Casaer       | Yamaha Belgium       | Yamaha R1        | 12   | +51.206   | 6     |
| 11º  | 2  | Daniel Oliver       | Martin Racing        | Aprilia RSV R    | 12   | +54.298   | 5     |
| 12º  | 7  | Fabrizio Pellizzon  | Organize Racing      | Aprilia RSV R    | 12   | +57.384   | 4     |
| 13º  | 63 | Paul Mooijman       | MotoPort Druten Kawa | Kawasaki ZX 9R   | 12   | +58.039   | 3     |
| 14º  | 3  | Dario Tosolini      | TDC Desenzano Corse  | Suzuki GSX R 750 | 12   | +1'11.658 | 2     |
| 15º  | 67 | Andrea Giachino     | HP Racing            | Suzuki GSX R 750 | 12   | +1'13.586 | 1     |
| 16º  | 49 | Benjamin Nabert     | Green Speed          | Kawasaki ZX 9R   | 12   | +1'20.727 |       |
| 17º  | 45 | Chris Burns         | Redwood Racing       | Yamaha R1        | 12   | +1'26.663 |       |
| 18º  | 88 | Marty Nutt          | Nutt Aprilia UK      | Aprilia RSV R    | 12   | +1'26.718 |       |
| 19º  | 91 | Gianluca Vizziello  | GiMotorsport         | Yamaha R1        | 12   | +1'11.658 |       |
| 20º  | 50 | Martin Bauer        | Kawasaki Team Rosner | Kawasaki ZX 9R   | 12   | +1'42.034 |       |
| 21º  | 31 | Gianluigi Vallisari | Racing T. Gabrielli  | Aprilia RSV R    | 12   | +1'42.723 |       |
| 22º  | 39 | Massimo Bisconti    | Ghelfi               | Honda 900 CBR    | 12   | +1'52.449 |       |
| 23º  | 18 | Niklas Carlberg     | Carlberg Racing Swe  | Yamaha R1        | 12   | +1'54.440 |       |
| 24º  | 5  | Paul Notman         | Speedline NRG        | Honda 900 CBR    | 12   | +2'20.360 |       |
| 25º  | 16 | Simone Suzzi        | FBC Racing           | Aprilia RSV R    | 12   | +2'40.214 |       |
| 26º  | 14 | Raffaello Fabbroni  | Rumi                 | Honda 900 CBR    | 12   | +2'42.356 |       |
| 27º  | 69 | Yann Gyger          | White Endurance      | Honda 900 CBR    | 11   | +1 giro   |       |
| 28º  | 27 | Rudy Servol         | TRS Team Rudy Servol | Honda 900 CBR    | 11   | +1 giro   |       |

#### Ritirati
| Nº | Pilota               | Squadra              | Motocicletta     | Giri |
| -- | -------------------- | -------------------- | ---------------- | ---- |
| 37 | Barry Veneman        | Dee Cee Jeans R.T.   | Yamaha R1        | 10   |
| 60 | Gary Mason           | Aprilia Desmo Racing | Aprilia RSV R    | 9    |
| 9  | Stephane Jond        | Fratelli Team        | Suzuki GSX R 750 | 7    |
| 62 | John Bakker          | Flanders Motor R.    | Ducati           | 7    |
| 42 | Benny Jerzenbeck     | Steinhausen Racing   | Suzuki GSX R 750 | 5    |
| 34 | Didier Van Keymeulen | BKM Racing           | Yamaha R1        | 3    |
| 20 | Roberto Ciroldi      | Ghelfi               | Honda 900 CBR    | 3    |
| 23 | Michael Weynand      | Keller Corsa         | Yamaha R1        | 0    |